# Nederlandse kampioenschappen schaatsen afstanden 2016 - Massastart vrouwen
De Nederlandse kampioenschappen schaatsen massastart vrouwen 2016 werden op 29 december 2015 gehouden in Thialf te Heerenveen. Het was de vierde officiële jaargang en de eerste editie die werd gehouden als onderdeel van de NK afstanden.
Irene Schouten was de titelhouder en ze prolongeerde haar titel.

## Vrouwen
| Pos. | Sprint 1 (na 4 ronden) | Sprint 1 (na 4 ronden) | Sprint 2 (na 8 ronden) | Sprint 2 (na 8 ronden) | Sprint 3 (na 12 ronden) | Sprint 3 (na 12 ronden) | Eindsprint (na 16 ronden) | Eindsprint (na 16 ronden) |
| Pos. | Naam                   | Punten                 | Naam                   | Punten                 | Naam                    | Punten                  | Naam                      | Punten                    |
| ---- | ---------------------- | ---------------------- | ---------------------- | ---------------------- | ----------------------- | ----------------------- | ------------------------- | ------------------------- |
| 1    | Tessa Witteman         | 5                      | Annouk van der Weijden | 5                      | Marieke Dohle-van Hoek  | 5                       | Irene Schouten            | 60                        |
| 2    | Corina Strikwerda      | 3                      | Carlijn Achtereekte    | 3                      | Carlijn Achtereekte     | 3                       | Janneke Ensing            | 40                        |
| 3    | Emma Engbers           | 1                      | Birgit Witte           | 1                      | Carien Kleibeuker       | 1                       | Annouk van der Weijden    | 20                        |

| Pos.   | Schaatsster               | Ronden | Punten |
| ------ | ------------------------- | ------ | ------ |
| Goud   | Irene Schouten            | 16     | 60     |
| Zilver | Janneke Ensing            | 16     | 40     |
| Brons  | Annouk van der Weijden    | 16     | 25     |
| 4      | Carlijn Achtereekte       | 16     | 6      |
| 5      | Marieke Dohle-van Hoek    | 16     | 5      |
| 6      | Tessa Witteman            | 16     | 5      |
| 7      | Corina Strikwerda         | 16     | 3      |
| 8      | Emma Engbers              | 16     | 1      |
| 9      | Birgit Witte              | 16     | 1      |
| 10     | Carien Kleibeuker         | 16     | 1      |
| 11     | Suzanne Schulting         | 0      |        |
| 12     | Lisa van der Geest        | 0      |        |
| 13     | Yvonne Nauta              | 0      |        |
| 14     | Iris van der Stelt        | 0      |        |
| 15     | Carla Ketellapper-Zielman | 0      |        |
| 16     | Jessica Merkens           | 0      |        |
| 17     | Bianca Roosenboom         | 0      |        |
| 18     | Ineke Dedden              | 0      |        |
| 19     | Antoinette de Jong        | 0      |        |
| 20     | Margo van de Merwe        | 0      |        |
| 21     | Aggie Walsma              | 0      |        |
| 22     | Sanne van der Schaar      | 0      |        |
| 23     | Annemarie Boer            | 0      |        |
|        | Kelly Schouten            | 0      |        |
|        | Loes Adegeest             | DNS    |        |
|        | Tjitske Wassenaar         | DNS    |        |
|        | Rixt Meijer               | DNS    |        |